# Temporada 1940-1941 del Liceu
| Temporada 1940-1941 del Liceu |                         |                   |                   | |           |                             |
| Òpera                         | Compositor              | Director musical  | Director d'escena | Papers principals | Producció | Dates                       |
| Otello                        | Giuseppe Verdi          | Mario Cordone     |                   | Francesco Merli, Teresita Oliver, Pau Vidal, Mario Basiola |           | 12 de desembre              |
| La bohème                     | Giacomo Puccini         | Antoni Capdevila  |                   | Mercè Capsir, Lolita Torrentó, Joan Nadal, Giovanni Malipiero, Mario Basiola |           | 14 de desembre              |
| Carmen                        | Georges Bizet           | Antoni Capdevila  | Joan Villaviciosa | Aurora Buades, Francesco Merli/Cristóbal Altube, Luigi Borgonovo, Lolita Torrentó |           |                             |
| La traviata                   | Giuseppe Verdi          | Mario Cordone     | Joan Villaviciosa | Mercè Capsir, Giovanni Malipiero, Mario Basiola |           | 14 de desembre              |
| Rigoletto                     | Giuseppe Verdi          | Antoni Capdevila  | Joan Villaviciosa | Giovanni Malipiero, Mario Basiola, Carmen Gracia, Remo Morisani, Angela Rossini, Canut Sàbat, Roca, Navarro, Vara, Toffanetti, Baracchi                                                                                      |           | 25 de desembre              |
| Manon                         | Jules Massenet          | Mario Cordone     |                   | Mercè Capsir, Giovanni Malipiero |           | 28 de desembre              |
| Aida                          | Giuseppe Verdi          |                   |                   | Teresita Oliver, Francesco Merli, Mario Basiola |           | 29 de desembre              |
| Les noces de Fígaro           | Wolfgang Amadeus Mozart | Franz Konwitschny | Hans Meissner     | Herbert Hesse, Cäcilie Reich, Clara Ebers, Hellmuth Schweebs, Coba Wackers, Res Fischer, Josef Moseler, Theo Herrmann, Alfred Seidel, Maria Kessler, Canut Sàbat                                                             |           | 11 de gener                 |
| Das Rheingold                 | Richard Wagner          | Franz Konwitschny | Hans Meissner     | Hellmut Schweebs, Clara Ebers, Herbert Hesse, Rudolf Ganszar, Alfred Borchordt, Josef Moseler, Fritz Windgassen, Theo Herrmann, Alfred Seidel, Res Fischer, Hildegard Kleibert, Pauline Strehl, Coba Wackers, Pauline Strehl |           | 4 al 6 de gener             |
| Madama Butterfly              | Giacomo Puccini         | Antoni Capdevila  | Joan Villaviciosa | Mercè Capsir, Joan Nadal, Luigi Borgonuovo, Angela Rossini, Mercè Roca, August Gonzalo, Canut Sàbat, Sr. de la Vara |           | 5 gener; 4, 6, febrer       |
| Die Walküre                   | Richard Wagner          | Franz Konwitschny |                   | Hellmut Schweebs, Clara Ebers, Jean Stern, Cecilia Reich |           | 9 al 18 de gener            |
| Les noces de Fígaro           | Wolfgang Amadeus Mozart |                   |                   | |           | 11 de gener                 |
| Siegfried                     | Richard Wagner          | Franz Konwitschny |                   | Albert Seidert, Hellmut Schweebs, Clara Ebers, Herbert Hesse |           | 14 al 23 de gener           |
| Götterdämmerung               | Richard Wagner          | Franz Konwitschny |                   | Rose Paloss-Huszka, Hellmut Schweebs, Clara Ebers, Herbert Hesse |           | 16 al 26 de gener           |
| Els mestres cantaires         | Richard Wagner          | Franz Konwitschny |                   | Jean Stern, Hellmut Schweebs, Res Fischer, Herbert Hesse |           | 25 de gener al 2 de febrer  |
| Tristan und Isolde            | Richard Wagner          | Franz Konwitschny | Hans Meissner     | Albert Seibert, Anny Konetzni, Hellmut Schweebs, Res Fischer, Jean Stern/Adolf Harbich, Herbert Hesse, Res Fischer, Theo Herrmann, Karl Bissuti                                                                              |           | 30 de gener a l'1 de febrer |